# Guo Qi

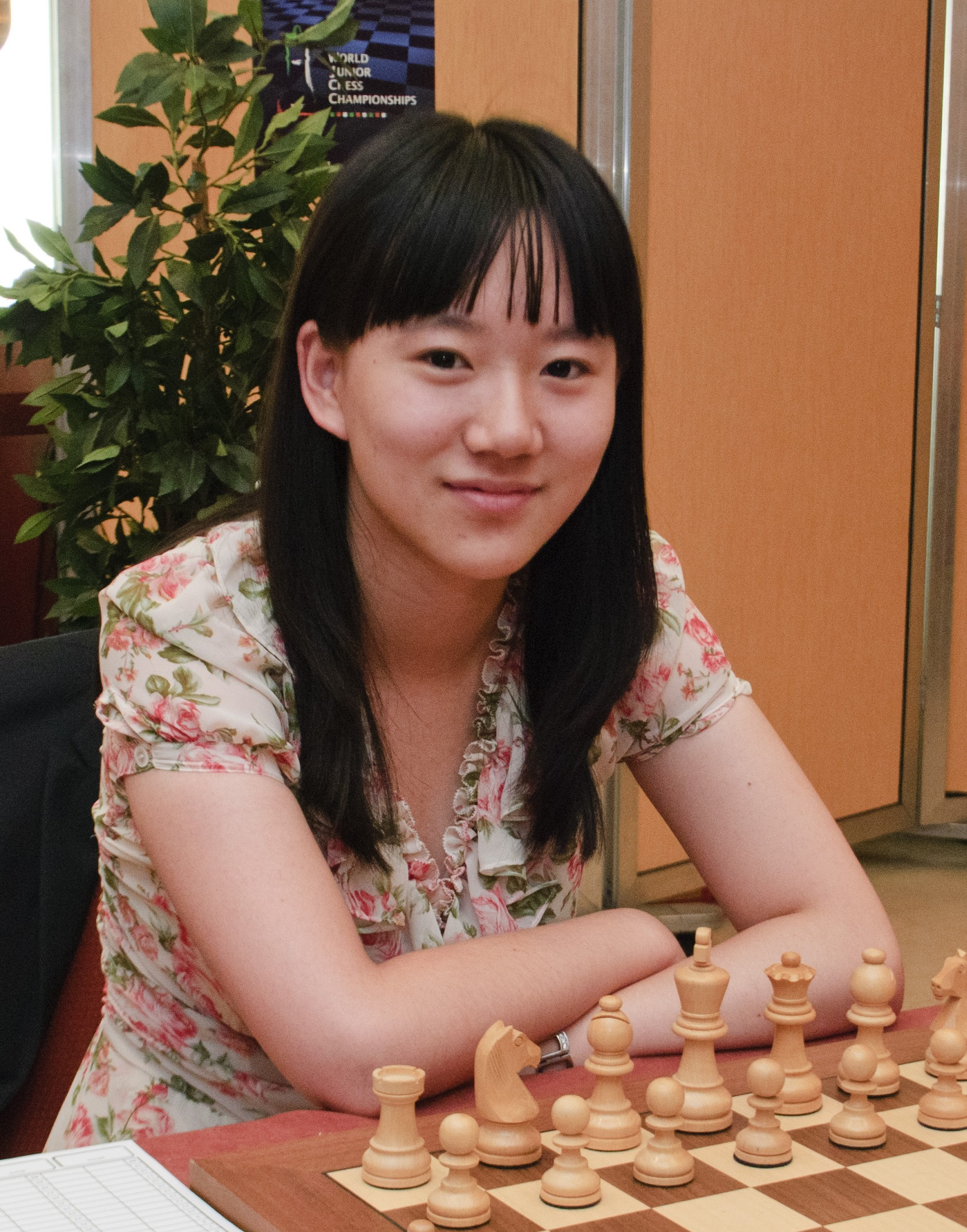
Guo Qi, WK junioren 2012 in Athene

Guo Qi (27 januari 1995) is een Chinese schaakster. Ze is sinds 2014 Internationaal Meester (IM) en sinds 2011 grootmeester bij de vrouwen (WGM). 
Ze won in 2012 het Wereldkampioenschap schaken junioren bij de meisjes. Hiermee kwalificeerde ze zich voor het Wereldkampioenschap schaken voor vrouwen in 2014, een toernooi dat uiteindelijk werd verschoven naar 2015.
Guo nam, via een nominatie door de president van de FIDE, in 2012 deel aan het Wereldkampioenschap schaken voor vrouwen. Ze werd in de eerste ronde uitgeschakeld door Natalia Zhukova.
Guo was lid van het Chinese team dat in 2013 tweede werd op het WK landenteams (vrouwen), in Astana, Kazachstan. In 2014 werd ze met het team tweede op de 41e Schaakolympiade, en behaalde een individuele zilveren medaille aan het reservebord.
In maart 2014 was haar Elo-rating 2462.  
Ze nam deel aan het WK vrouwen in 2015, waar ze in de eerste ronde werd uitgeschakeld door Natalija Pogonina, die later als tweede eindigde. In 2016 won Guo het Chinese schaakkampioenschap voor vrouwen. Eveneens in 2016 was ze lid van het Chinese team dat de gouden medaille won op het vrouwentoernooi van het Aziatisch schaakkampioenschap voor landenteams in de stad Abu Dhabi, en van het Chinese team dat als eerste eindigde op het vrouwentoernooi van de 42e Schaakolympiade in Bakoe. Op beide toernooien behaalde ze een individuele gouden medaille voor haar performance aan het reservebord.

## Externe koppelingen
- (en)   Informatie over schaakpartijen van Guo Qi op ChessGames.com
- (en)   Informatie over schaakpartijen van Guo Qi op 365chess.com
- (en)  FIDE-ratinggegevens voor Guo Qi